# 6077 Messner
6077 Messner (1980 TM) là một tiểu hành tinh vành đai chính được phát hiện ngày 3 tháng 10 năm 1980 bởi Z. Vavrova ở Klet.